# Arlesberg (Berg)
Der  Arlesberg  beim gleichnamigen Gerataler Ortsteil Arlesberg (Ilm-Kreis) liegt mit 650,8 m ü. NHN direkt am Nordrand des mittleren Thüringer Waldes.
Östlich gegenüber dem Arlesberg befindet sich die Kieferleite mit rund 606 m ü. NHN. Zwischen diesen Bergen verlässt die Zahme Gera bei etwa 450 m den Thüringer Wald.

## Topografie
Vom Hochpunkt des Berges fällt das Gelände steil bis sehr steil nach Süden ab. Der größte Höhenunterschied zwischen dem Bergfuß und dem Gipfel beträgt rund 190 m. Nach Nordwesten hin geht der Berg in einen Sattel über, der den Arlesberg mit der Alteburg verbindet. In diesem Bereich verläuft der Tunnel Alte Burg der Bundesautobahn 71. Nach Südwesten weist das Geländeprofil nur einen Höhenunterschied von rund 37 m auf. Der Berg hat sich aus dem Gebirgsmassiv markant an dessen Randzone gebildet und begrenzt das enge Tal der Zahmen Gera beim Verlassen des Thüringer Waldes auf der Westseite.

## Der Berg
Die ersten Erwähnungen des Namens sind: Arlesberg (1503), am Arlesberge (1506), am Arlberg (1557).
Eine Namensableitung von Elsbeerbäumen (mitteldeutsch Arlsbeere) ist wahrscheinlich. Beim südwestlichen Ausläufer des Arlesberges ist die Voraussetzung für einen solchen Bestand gegeben. Der Name Arlesberg steht für: den Forstort Arlesberg, den Berg Arlesberg, das Dorf Arlesberg (1569 bis 1923), jetzt Ortsteil von Geratal, und den Arlesberger Forst (seit 1594).
Mit der Errichtung des Forsthauses im Jahr 1569 am Bergfuß, dort wo das Tal der Zahmen Gera aus dem Thüringer Wald heraustritt, erfolgte die erste Besiedlung des Arlesberges. So sind damals auch Felsenkeller in das Bergmassiv geschlagen worden, beim Forsthaus wie auch bei der Gaststätte „Zum Arlesberg“. Beide Gebäude existieren nicht mehr. Stützmauern, die diese Gebäude vor dem dahinter steil aufsteigenden Berg schützen sollten, sind noch vorhanden.
Vor 1600 war am Arlesberg bereits Bergbau im Gange, der nach 1600 forciert wurde. Am Nordostabhang, der sich zum breiten, offenen Geratal hinwendet, wurden im Jahre 1610/11 Bergleute angesiedelt. Derzeit reicht die Besiedlung bis in eine Höhe von rund 545 m ü. NN. Auch der Bergfriedhof Arlesberg hat seinen Platz auf dem nach Nordosten auslaufenden Arlesberg. Auf dem Berg und am Arlesberg wurde bis in die erste Hälfte des 20. Jahrhunderts Bergbau auf Kupfer, Silber, Blei, Mangan, Eisen, Flussspat und Schwerspat betrieben. Von 18 bekannten Grubenfeldern seien drei genannt: Goldene Sonne, Nassbach und Benjaminszeche. Die durch den Bergbau verursachten typischen Geländeveränderungen prägen manche Bereiche, zum Beispiel am Ostabhang zum Zahmen Geratal, wo sich etwa in der Mitte der Gehlberger Straße hinter den Wohnhäusern ein Pingenzug am Berghang hinaufzieht, und auch westlich vom Hochpunkt sind alte Gruben auszumachen. Ein großer Stein mit Hinweis auf den alten Bergbau steht an einer markanten Weggabelung südwestlich des Arlesberges, dort wo dieser in Richtung Rainwegswiese ausläuft.
Derzeit kann man den Berg auf gut befestigtem Weg umrunden, wenn man z. B. den Friedhof Arlesberg als Ausgangspunkt wählt. Oberhalb des Friedhofes ziehen sich Hohlwege in fast westlicher Richtung steil den Berg hinauf. Diese gehörten zu dem alten Handelsweg, der von Angelroda kommend, beim Pass Arlesberg / Alteburg auf die bedeutendere Handelsstraße, die Geschwendaer Straße, oder Geschwendaer Weg, oder Schneehäuser Weg, mündete. Dieser Geschwendaer Weg tangiert den Arlesberg an seiner westlichen Seite und wird bereits in der Schwarzwälder Amtsbeschreibung von 1665 als echte Hochstraße genannt. Er führte damals weiter zu den Schneehäuslein im Bereich der jetzigen Schmücke am Rennsteig.
Hinter dem Forsthaus erstreckte sich der Forstgarten am Arlesberg empor. Er war naturparkähnlich angelegt und hatte eine Vielzahl von besonderen Bäumen. Auf einem kleinen Plateau steht ein Gedenkstein mit folgender Inschrift: Zum Gedächtnis an Herm. Braun 8. Aug. 1845. Dieser wurde vom Oberförster Braun zu Arlesberg dem Andenken seines verstorbenen Sohnes Hermann gewidmet.